# Sanel Kuljic
Sanel Kuljic (Salzburg, 1977. október 10. –) bosnyák származású osztrák labdarúgó. Jelenleg az FC Magna Wiener Neustadt játékosa.
2005. augusztus 17-én mutatkozott be a válogatottban Skócia ellen.

## Külső hivatkozások
- national-football-teams.com